# 什克洛夫區
什克洛夫區（羅馬化：Shklovskiy rayon）是白俄羅斯東部莫吉廖夫州的一個區，行政中心为什克洛夫，面積1,334.17平方公里，2009年人口30,802，人口密度每平方公里23.1人。